# Johannes Terwogt
Johannes Hester Lambertus Terwogt (Oude Wetering, 18 de mayo de 1878-Ámsterdam, 22 de enero de 1977) fue un deportista neerlandés que compitió en remo. Participó en los Juegos Olímpicos de París 1900, obteniendo una medalla de plata en la prueba de cuatro con timonel.

## Palmarés internacional
| Juegos Olímpicos | Juegos Olímpicos | Juegos Olímpicos | Juegos Olímpicos   |
| Año              | Lugar            | Medalla          | Prueba             |
| ---------------- | ---------------- | ---------------- | ------------------ |
| 1900             | París (Francia)  | Medalla de plata | Cuatro con timonel |